# Trier
Trier (ejtsd kb: tríör (tʁiːɐ̯), franciául: Trèves, luxemburgi nyelven: Tréier, latinul: Augusta Treverorum) németországi város, amely a Mosel folyó mentén helyezkedik el. Nem egyedül állítja magáról, hogy az ország legrégebbi városa. Legkésőbb i. e. 16-ban alapították, és elsősége mellett szól, hogy városként mindenképpen a leghosszabb dokumentált története van.
Itt székel a Trieri Egyetem és Trier-Saarburg, de a Trieri egyházmegye püspöke is. Luxembourg, Metz és Saarbrücken mellett tagja a QuattroPole városszövetségnek és fontos városnak számít a Saar-Lor-Lux (Saar-vidék, Lotaringia és Luxemburg – Rajna-Pfalz – Vallónia) régiós együttműködésben.
Itt született 1818-ban a 19. század egyik legismertebb ideológusa, Karl Marx filozófus, szociológus.

## Fekvése
A város Rajna-Pfalz szövetségi állam nyugati részén a luxemburgi határhoz közel helyezkedik el a bortermelésre kiválóan alkalmas homokkő hegyek között meghúzódó völgyben. Részét képezi a Mosel-Saar-Ruwer borvidéknek.

## Éghajlata
A város éghajlata óceáni jellegű, (Köppen: Cfb), de nagyobb szélsőségekkel, mint Észak-Németország tengerparti változatai.
A legmelegebb hónap az augusztus, a leghidegebb a január.
| Hónap                                                                                  | Jan.  | Feb.  | Már.  | Ápr. | Máj. | Jún. | Júl. | Aug. | Szep. | Okt. | Nov.  | Dec.  | Év    |
| -------------------------------------------------------------------------------------- | ----- | ----- | ----- | ---- | ---- | ---- | ---- | ---- | ----- | ---- | ----- | ----- | ----- |
| Rekord max. hőmérséklet (°C)                                                           | 14,7  | 20,3  | 24,5  | 28,5 | 30,7 | 36,2 | 40,6 | 39,0 | 34,8  | 26,8 | 20,6  | 17,0  | 40,6  |
| Átlagos max. hőmérséklet (°C)                                                          | 4,5   | 6,1   | 10,8  | 15,7 | 19,7 | 23,0 | 25,2 | 24,9 | 20,4  | 14,6 | 8,6   | 5,1   | 14,9  |
| Átlagos min. hőmérséklet (°C)                                                          | −0,4  | −0,2  | 2,2   | 4,9  | 8,6  | 11,7 | 13,7 | 13,3 | 10,0  | 6,8  | 3,3   | 0,6   | 6,2   |
| Rekord min. hőmérséklet (°C)                                                           | −18,3 | −19,3 | −12,9 | −6,2 | −1,6 | 1,7  | 4,4  | 4,2  | 1,2   | −3,4 | −10,2 | −14,4 | −19,3 |
| Átl. csapadékmennyiség (mm)                                                            | 64    | 53    | 51    | 44   | 67   | 66   | 72   | 62   | 60    | 65   | 62    | 78    | 745   |
| Havi napsütéses órák száma                                                             | 48    | 70    | 131   | 187  | 214  | 225  | 235  | 215  | 160   | 96   | 45    | 39    | 1665  |
| Forrás: World Meteorological Organization; Wetterdienst.de - Wetter- und Klimaberatung |       |       |       |      |      |      |      |      |       |      |       |       |       |

## Története

### Ókor
A várost i. e. 16-ban Augustus római császár alapította. Hamarosan Gallia Belgica római provincia fővárosa lett. Ugyan 275-ben a frankok és alemannok feldúlták, mégis már 286-tól egészen 395-ig császári székhely volt.
Itt létesült a mai német területen a legrégebbi keresztény püspökség.

### Középkor
A középkorban a trieri érsek alá tartozott a francia határtól a Rajnáig tartó terület.

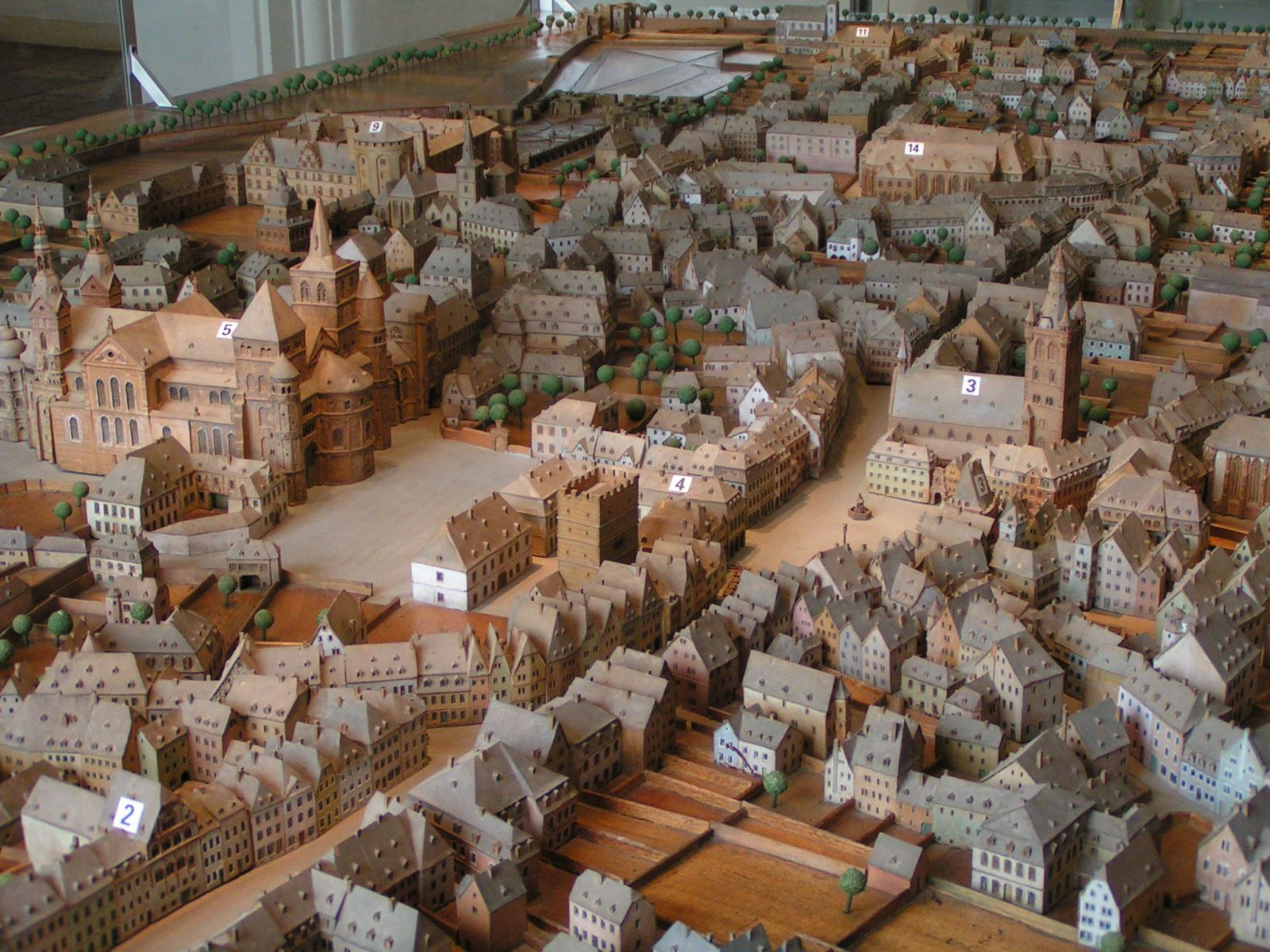
Az 1800 körüli Trier makettje

 aki egyike volt a Német-római Birodalom hét választófejedelemének. 

### Manapság
2005-ben körülbelül százezres lakosságával a tartomány negyedik legnagyobb városa volt (Kaiserslauternnel együtt) Mainz, Ludwigshafen és Koblenz után. A legközelebbi jelentős német városok a 80 kilométerre található Saarbrücken és a 100 kilométerre található Koblenz; a legközelebbi város az 50 kilométerre található Luxembourg, Luxemburg állam fővárosa.

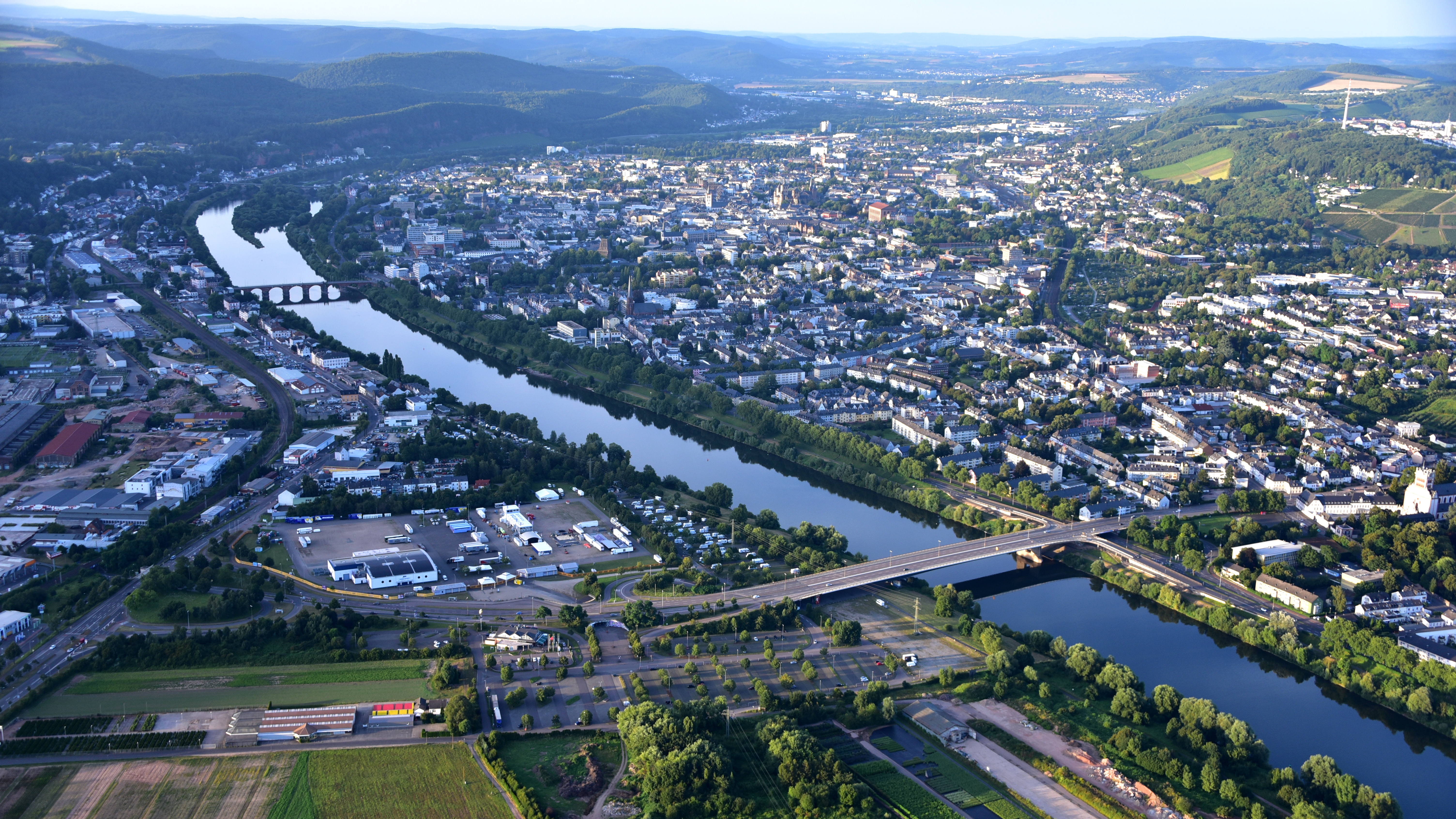
Trier látképe a levegőből

## Népesség
A település népességének változása:
| Lakosok száma | 80 000 | 10 000 | 8829 | 43 506 | 100 338 | 108 472 | 110 111 | 110 013 | 110 570 | 112 737 |
|               | 300    | 1363   | 1801 | 1900   | 1975    | 2014    | 2016    | 2017    | 2021    | 2023    |

## Városrészek
| - 11 Mitte/Gartenfeld - 12 Nord (Nells Ländchen, Maximin) - 13 Süd (St. Barbara, St. Matthias) - 21 Ehrang/Quint - 22 Pfalzel - 23 Biewer | - 24 Ruwer/Eitelsbach - 31 West/Pallien - 32 Euren (Herresthal) - 33 Zewen (Oberkirch) - 41 Olewig - 42 Kürenz (Alt-Kürenz, Neu-Kürenz) - 43 Tarforst | - 44 Filsch - 45 Irsch - 46 Kernscheid - 51 Feyen/Weismark - 52 Heiligkreuz - 53 Mariahof |

## Közlekedés

### Közút
A várost érinti az A1-es (az A602-es en keresztül) és az A64-es autópálya.

## Látnivalók

Trier panorámája

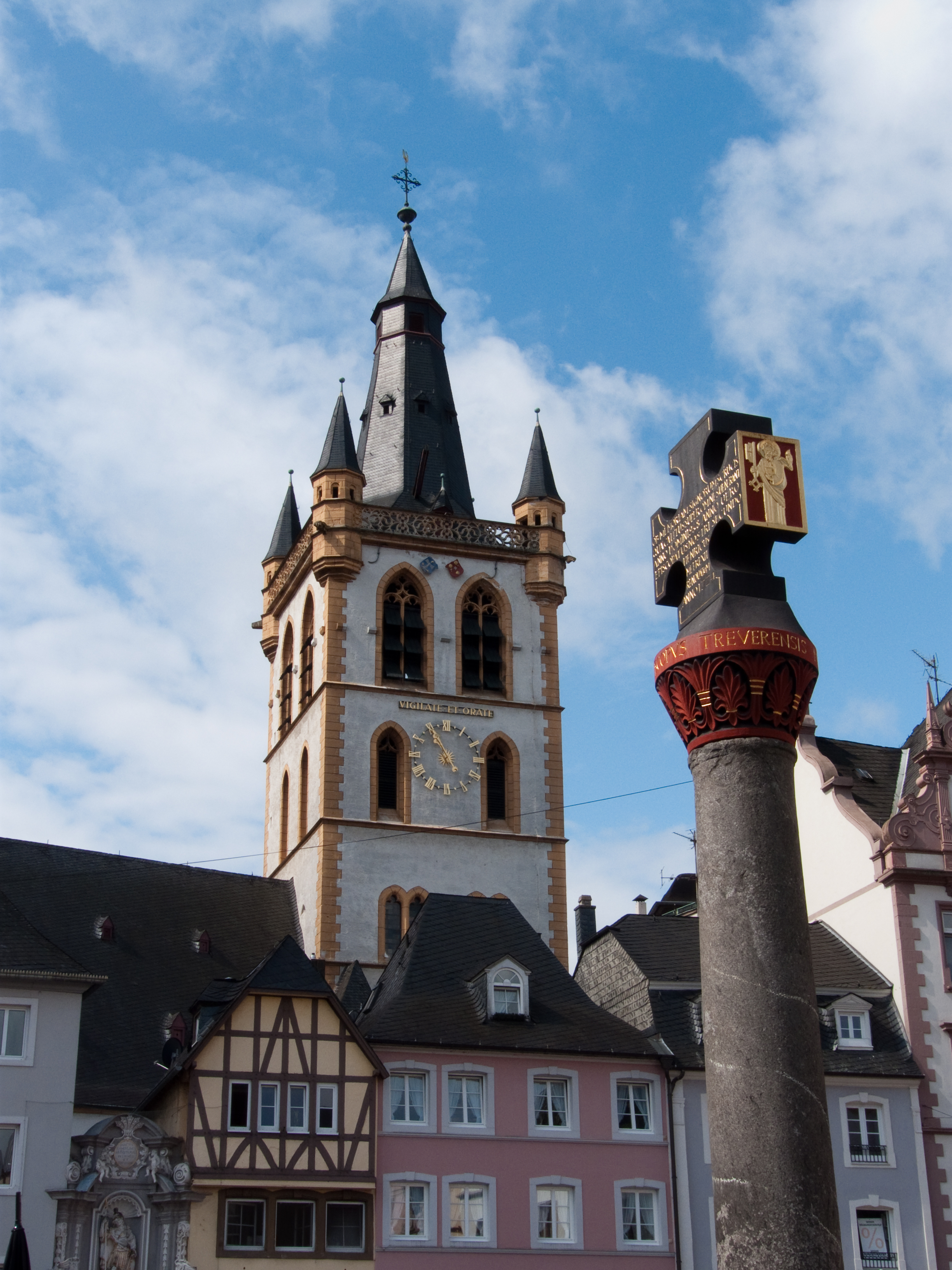
A Piactér

Az Alpoktól északra Trier a római emlékekben leggazdagabb város. 
- Amfiteátrum (színház): a római időkből való (a római időkben tengeri csaták eljátszásához fel lehetett tölteni vízzel)
- Aula Palatina / Konstantin-bazilika (ma evangélikus templom)
- Római híd
- Porta Nigra
- Császári fürdők és Borbála fürdő
- Szent Péter-dóm
- Miasszonyunk-templom (Liebfrauenkirche)
- Szent Paulinus-templom
- Rajna-vidék Múzeum

## Galéria

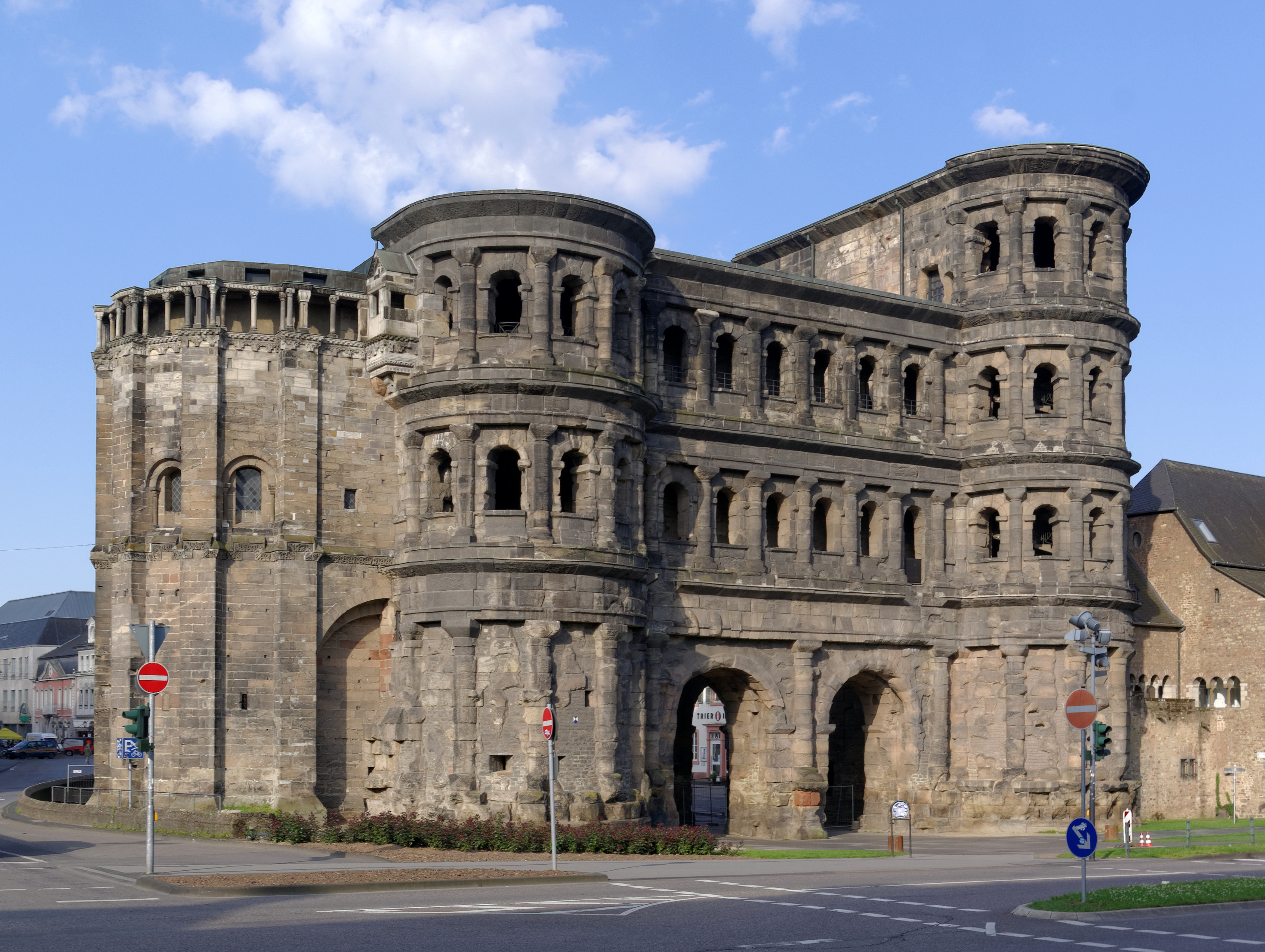
Porta Nigra
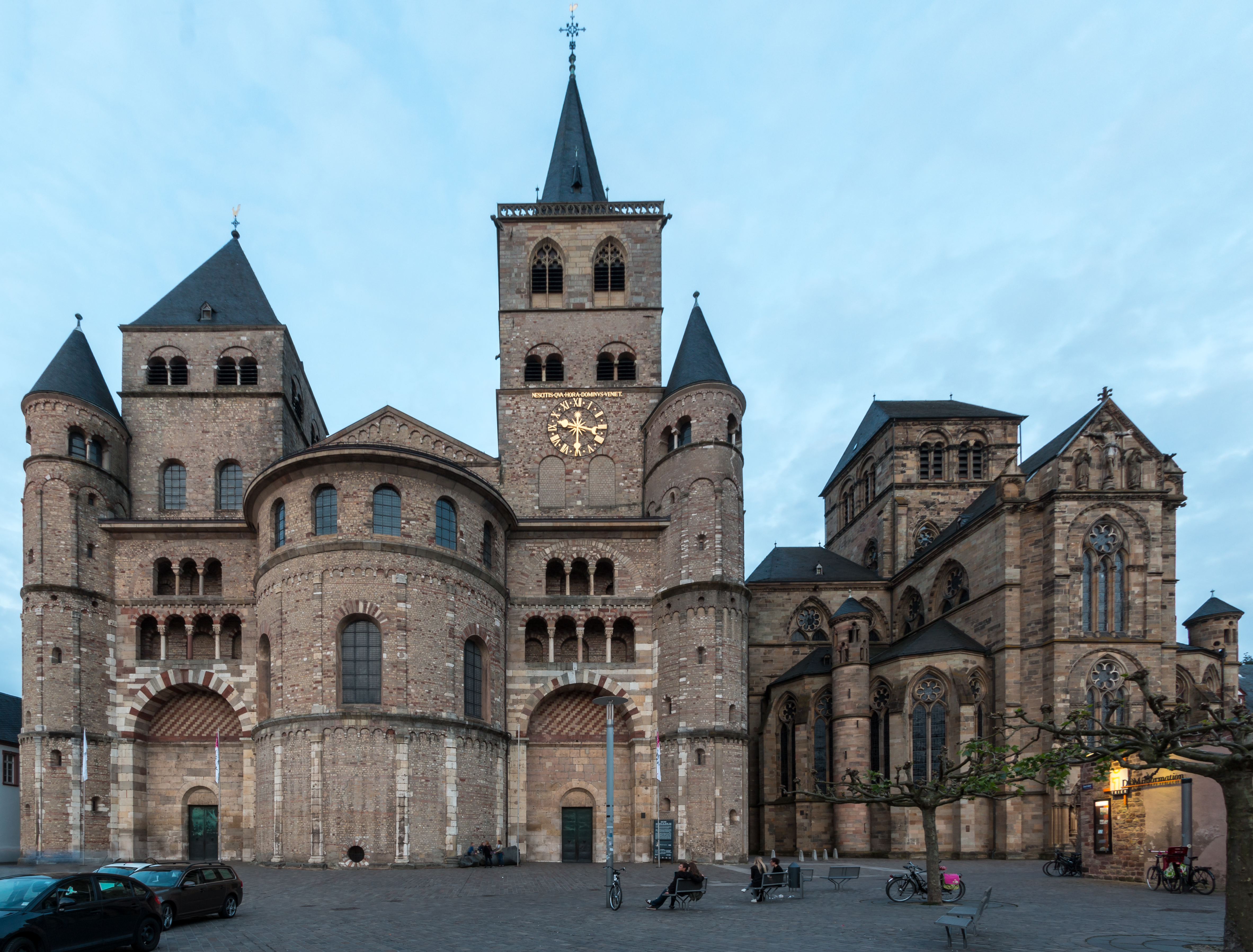
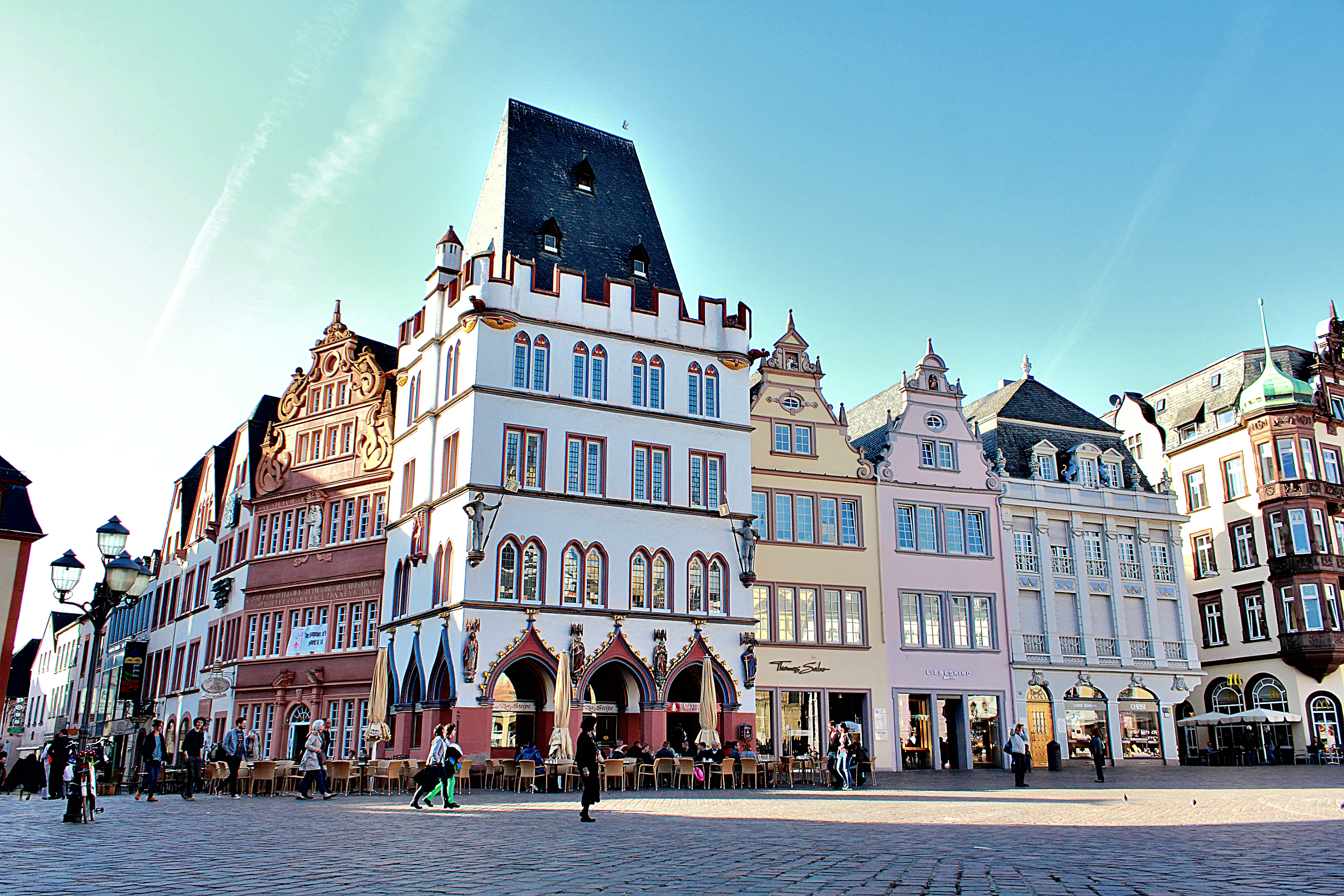
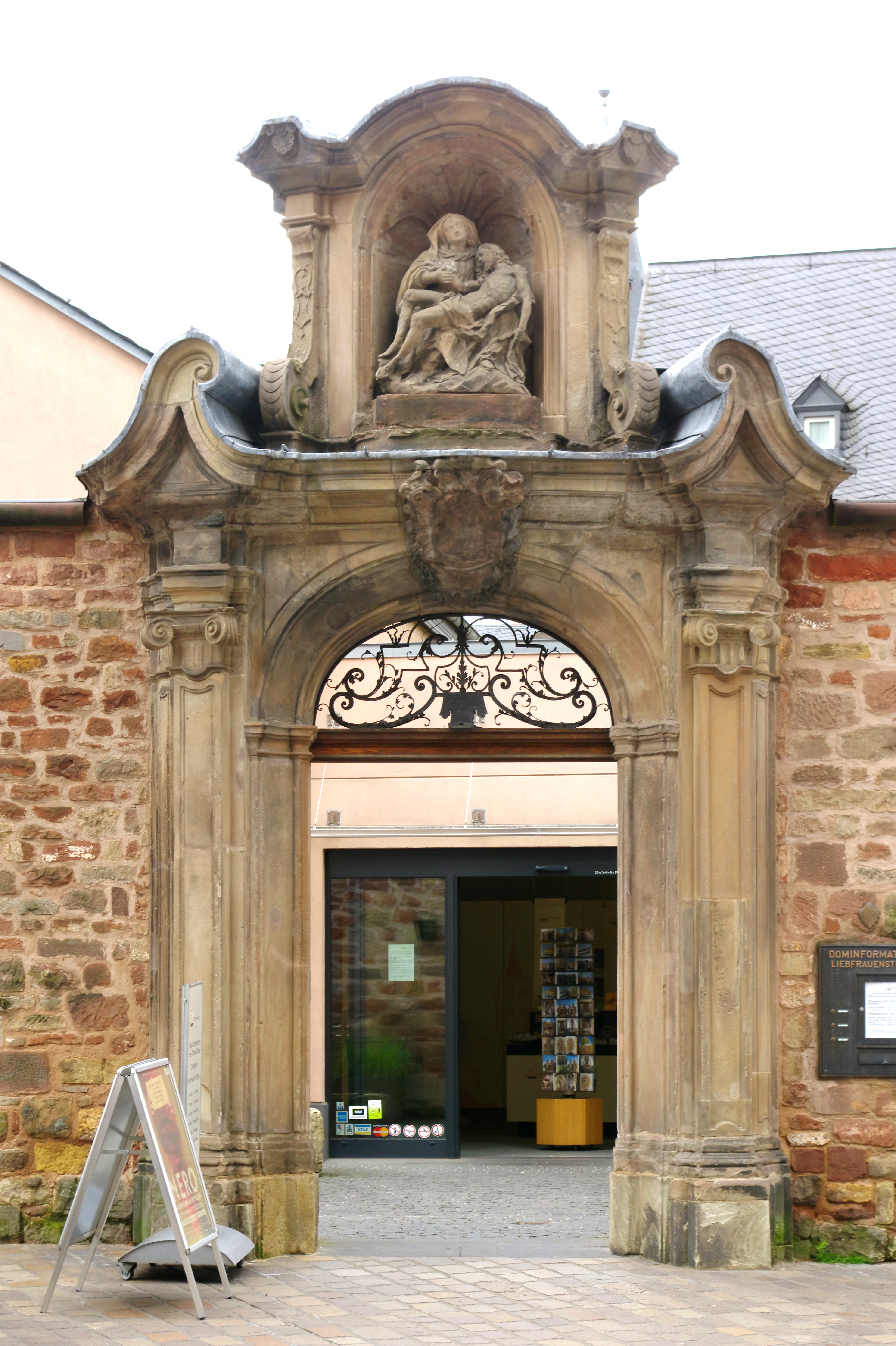
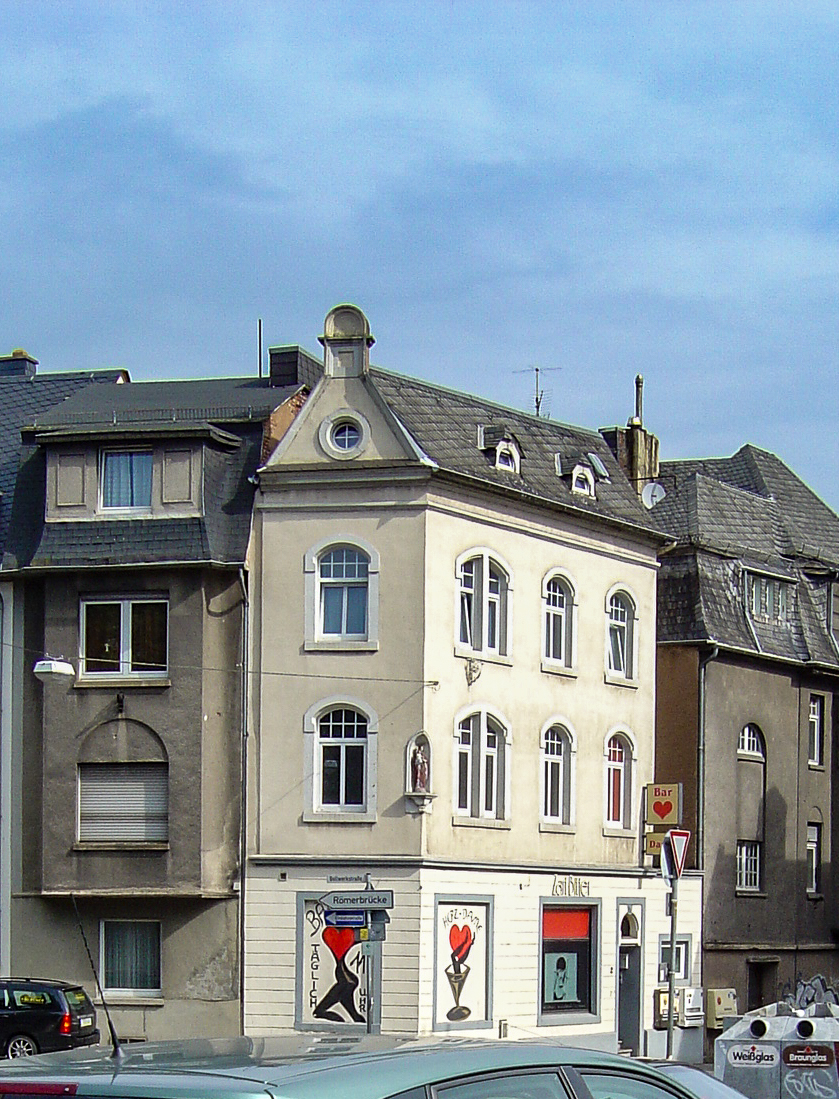
Nyilvánosház
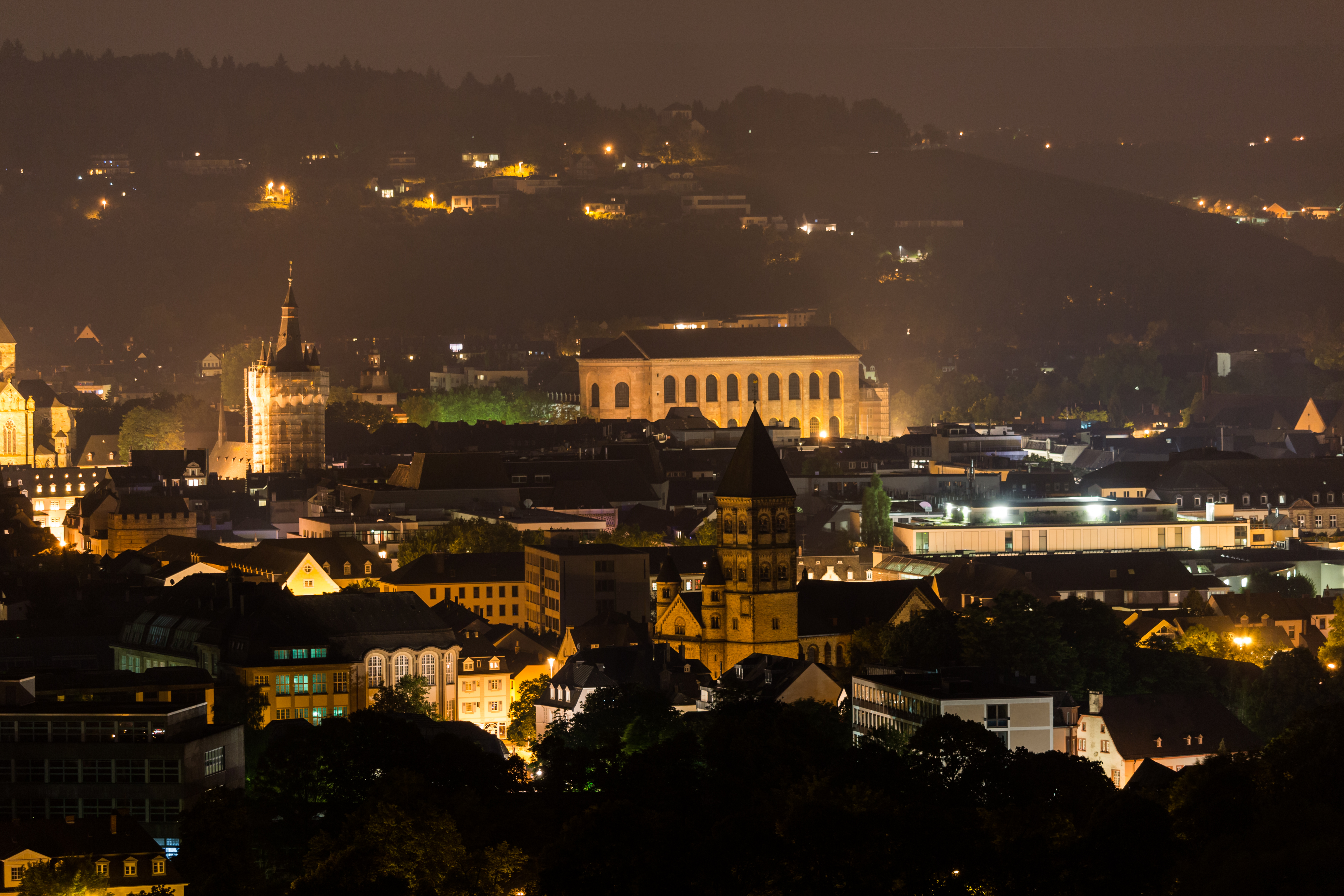
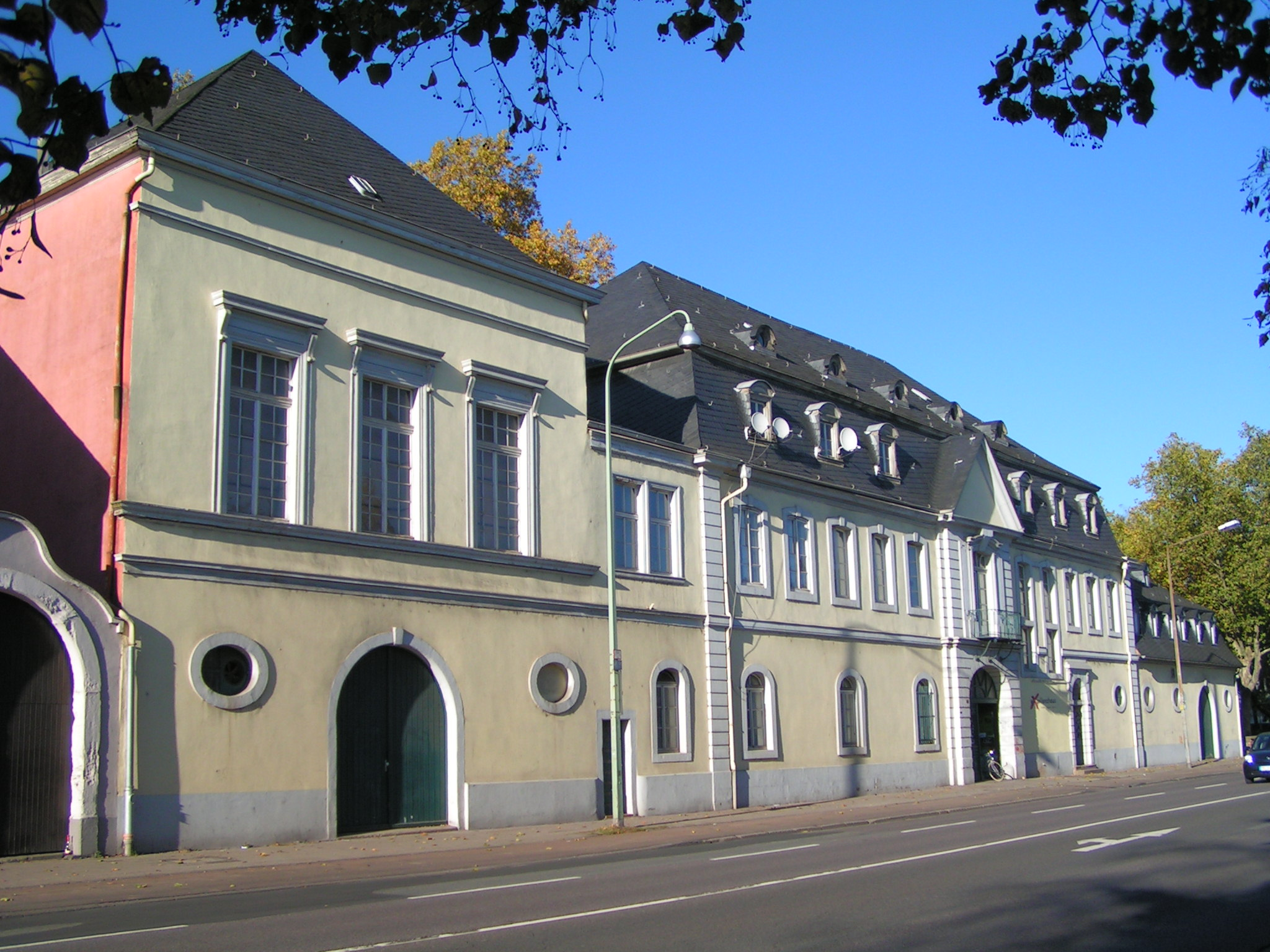
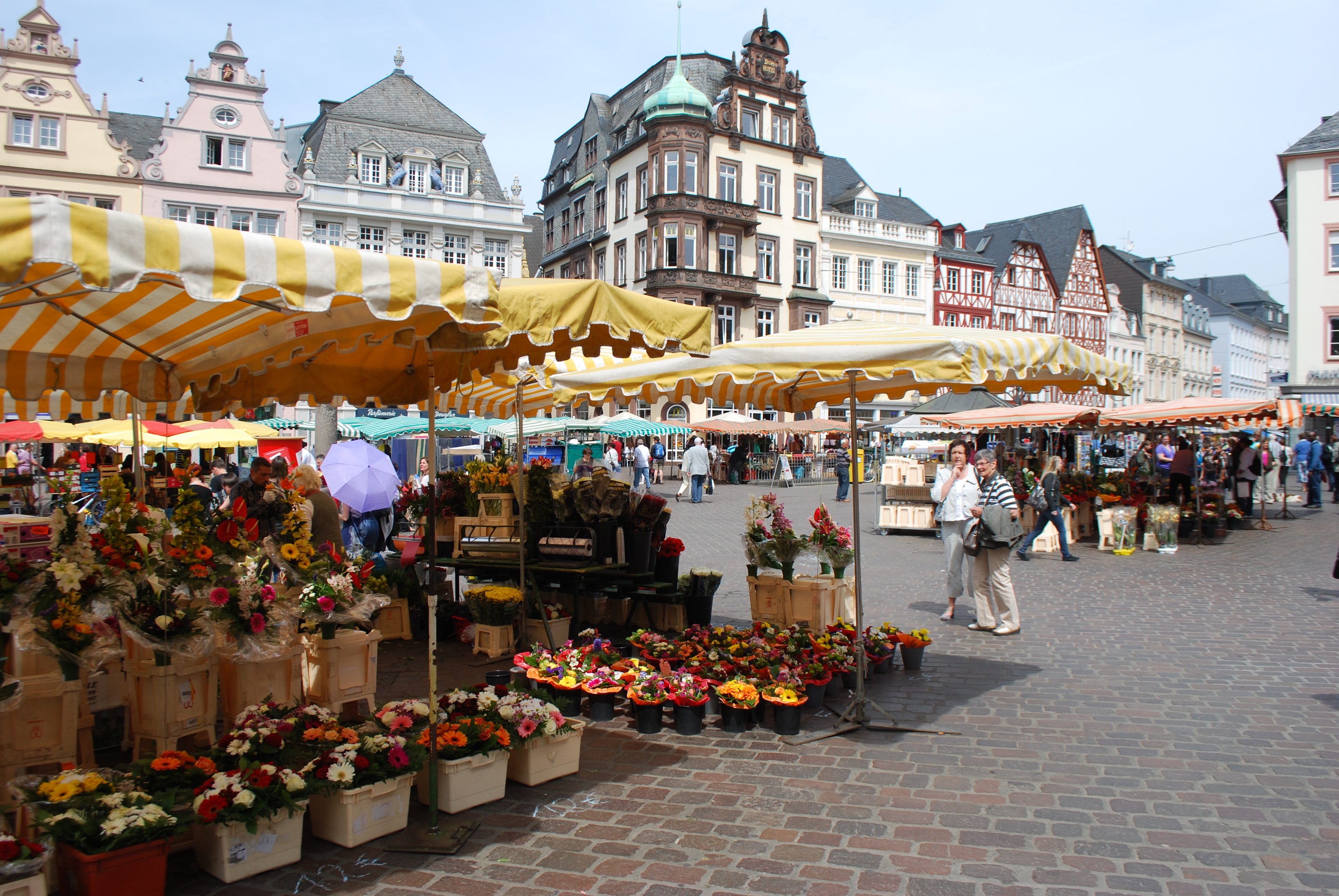
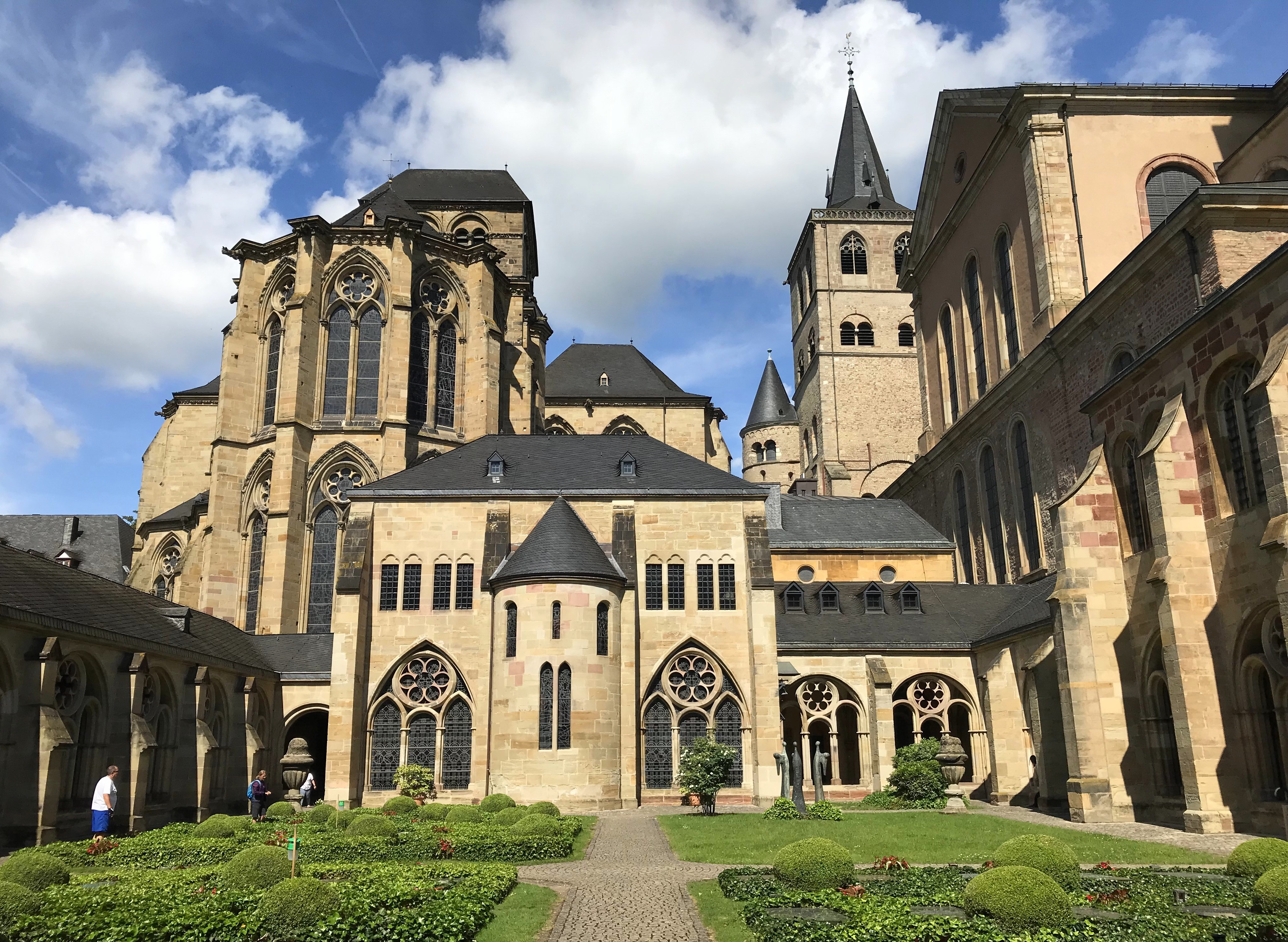
A kolostor kertje
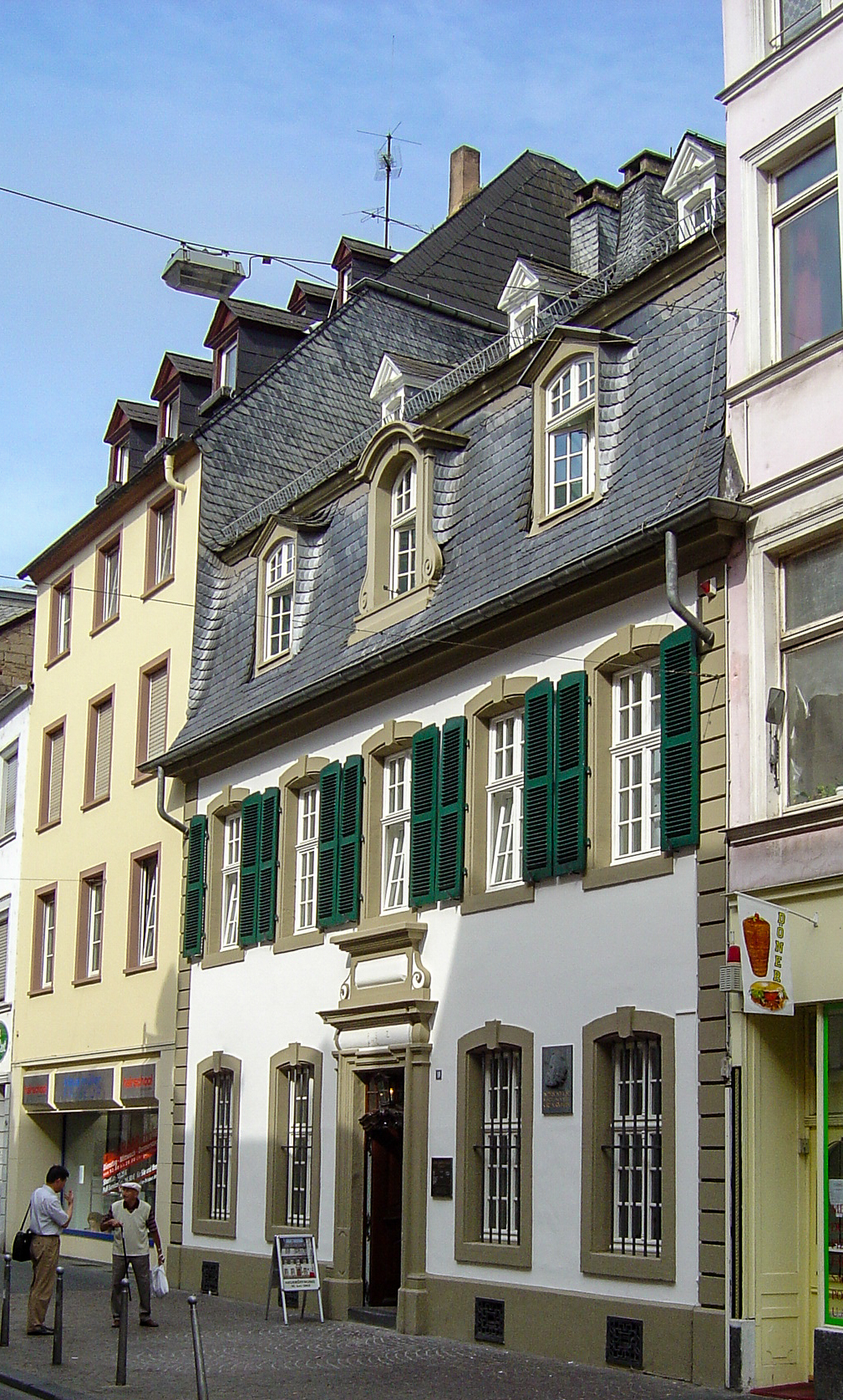
Marx szülőháza

## Híres emberek
Itt született Marx Károly társadalomkritikus, forradalmár, akinek születése bicentenáriumára a városban szobrot emeltek.

## Testvérvárosok
- Metz, Franciaország 1957 óta
- Ascoli Piceno, Olaszország 1958 óta
- Gloucester, Egyesült Királyság 1959 óta
- ’s-Hertogenbosch, Hollandia 1968 óta
- Pula, Horvátország 1971 óta
- Fort Worth, Texas, USA, 1987 óta
- Weimar, Németország 1990 óta
- Nagaoka, Japán, 2006 óta